# Estheria albipila
Estheria albipila là một loài ruồi trong họ Tachinidae.